# Francisco Javier Vitoria Cormenzana
Francisco Javier Vitoria Cormenzana (5 de abril de 1941, Bilbao), presbítero de la Diócesis de Bilbao, es un reconocido escritor, profesor y teólogo español.

## Vida y trayectoria
Tras ordenarse cura el año 1968, Javier Vitoria estuvo dos años en una parroquia de Bilbao, en el barrio de El Peñascal. Más tarde fue trasladado al Seminario de Bilbao, donde permaneció seis años en calidad de formador y cinco más como rector del centro. En ese tiempo dio también clases de religión en un instituto de Bilbao. Con 40 años se fue a Barcelona, en concreto a San Cugat del Vallés, donde realizó la tesis doctoral en Teología bajo la tutoría de José Ignacio González Faus. Tras terminar la tesis, defendida en la Facultad de teología de San Paciano de Barcelona en 1985, volvió a Bilbao, su ciudad natal, donde ha gravitado la mayor parte de su vida.
Allí fue profesor de la Universidad de Deusto. También dio clases en la Facultad de Teología del Norte de España en Vitoria, así como en la Universidad Centroamericana José Simeón Cañas (UCA) en San Salvador.
Fue director del Instituto Diocesano de Teología y Pastoral de Bilbao y ha pertenecido al Consejo de redacción de la revista Iglesia Viva alrededor de 30 años. También es miembro del área teológica de Cristianisme i Justícia desde la década de los 80, realizando diversas publicaciones fruto de su colaboración con la entidad barcelonesa.
Además de su relación con actividades eclesiales, Javier Vitoria ha estado involucrado en la fundación sociocultural vizcaína EDE, de la cual ha sido presidente durante mucho tiempo. También fue uno de los fundadores de Fiare Banca Ética -sección española de Banca Popolare Etica- y miembro de su comité ético.

## Pensamiento
En el ámbito académico, ha sido profesor de Cristología y de Trinidad. En la universidad ha trabajado en temas de teología política, teologías de la liberación y teología feminista.
Sus intereses teológicos han estado fundamentalmente vinculados con los temas de la salvación cristiana, de Dios, de la experiencia religiosa, así como con las perspectivas teológicas de la injusticia y del sufrimiento. A propósito de esta última cuestión, Javier Vitoria ha analizado cómo hacer teología después de Auschwitz, o en contemporaneidad con tantos campos de exterminio que hay en nuestro mundo.
Su interés ha estado fundamentalmente centrado en dar respuesta teológica a las preguntas que surgen no tanto en los ámbitos académicos, como en las realidades pastorales, así como en las comunidades cristianas, donde la gente se plantea preguntas en relación con su fe.
Su interés por la teología no ha partido, por tanto, de las grandes cuestiones teóricas, sino de las que nacen de la vida diaria y en la acción pastoral. Por eso él mismo, antes que teólogo, se considera presbítero, o servidor de la comunidad en los ámbitos de la comunión, de la memoria del Evangelio y del servicio a la comunidad.
A Javier Vitoria le ha gustado siempre trabajar en la frontera. Desde inicios de los años 90 participa en una tertulia de bastante audiencia de la radio de la Diócesis de Bilbao, Radio Popular. Entiende que para un cristiano es muy relevante entrar en el debate cultural y hacerlo con criterios que se desprenden del Evangelio, pero que se pueden plantear con argumentos de razón en nuestra sociedad pluralista.

## Obra
Francisco Javier Vitoria Cormenzana cuenta con una extensa obra entre la que encontramos los siguientes libros:
- Todavía la salvación cristiana? Los diseños soteriológicos de cuatro cristologías actuales: "Jesús, el Cristo", "El Dios crucificado", "Cristología desde América Latina" y "La Humanidad Nueva" I y II. Vitoria: Eset, 1986.
- Salvación de Jesucristo: aproximación a cuatro diseños soteriológicos para nuestro tiempo. Barcelona: Cristianisme i Justícia, 1988.
- La presencia pública de los cristianos en la sociedad. Madrid: HOAC, 1995.
- Religión, Dios, Iglesia en la sociedad española. Santander: Sal Terrae, 1997.
- Jesús de Nazaret: he ahí el hombre. Bilbao: Desclée De Brouwer, 2001.
- Avistar a Dios en el cuarto mundo. Bilbao: Desclée De Brouwer, 2001.
- Notas teológico-pastorales para la celebración de la liturgia de la muerte. Bilbao: Desclée De Brouwer, 2004.
- Pobreza cero. Hoy es posible. Bilbao: Desclée De Brouwer, 2007.
- El Dios Cristiano. Bilbao: Universidad de Deusto, 2008.
- No hay territorio comanche para Dios. Accesos a la experiencia cristiana de Dios. Madrid: HOAC, 2009.
- Una teología arrodillada e indignada. Santander: Sal Terrae, 2013; Una teologia agenollada i indignada. Al servei de la Fe i la Justícia. Barcelona: Cristianisme i Justícia, 2013.[5]
- Conversaciones con José Ignacio González Faus a cargo de Javier Vitoria. Madrid: PPC, 2014.

Libros de autoría compartida:
- Experiencia y Gratuidad. La fe cristiana. (con Manuel Reus Canals). Madrid: PPC, 2010.
- La Fe, Dios y Jesucristo. (con Manuel Reus Canals y José Arregi Olaizola). Madrid: PPC, 2011.
- Indignación: caminos de transgresión y esperanza. (con Luis A. Aranguren Gonzalo y Joaquín García Roca). Madrid: PPC, 2014.

Ha publicado diversos cuadernos de la mano de Cristianisme i Justícia:
- Un orden económico justo. Cuaderno 87. Barcelona: Cristianisme i Justícia, diciembre de 1998.
- Cristianismo beligerante con la injusticia. Manifiesto a los 20 años de Cristianisme i Justícia. Cuaderno 100. Barcelona: Cristianisme i Justícia, diciembre de 2000.
- Vientos de cambio. La Iglesia ante los signos de los tiempos. Cuaderno 178. Barcelona: Cristianisme i Justícia, febrero de 2012.
- Irak, ¿guerra preventiva?. (Con José I. González Faus y Lluís Sols Lucia). Cuaderno 117. Barcelona: Cristianisme i Justícia, enero de 2003.

Además, fruto de su participación con diversos miembros del equipo de CJ:
- Nuevas fronteras, un mismo compromiso. Cuaderno 200. Barcelona: Cristianisme i Justícia, septiembre de 2016.

Autor prolífico, Francisco Javier Vitoria Cormenzana también cuenta con numerosos artículos en Iglesia Viva y en el blog de Cristianisme i Justícia.